# モリーの法則
モリーの法則（モリーのほうそく、英: Morrie's law）は、三角関数の等式
{\displaystyle \cos(20^{\circ })\cdot \cos(40^{\circ })\cdot \cos(80^{\circ })={\frac {1}{8}}}
である。これはより一般の恒等式
{\displaystyle 2^{n}\cdot \prod _{k=0}^{n-1}\cos(2^{k}\alpha )={\frac {\sin(2^{n}\alpha )}{\sin(\alpha )}}}
において n = 3 , α = 20° とした特別な場合である。なお {\displaystyle \sin(180^{\circ }-x)=\sin(x)} より
{\displaystyle {\frac {\sin(160^{\circ })}{\sin(20^{\circ })}}={\frac {\sin(180^{\circ }-20^{\circ })}{\sin(20^{\circ })}}=1}
であることを使っている。 
この式の名称は物理学者のリチャード・P・ファインマンに由来し、彼はこの等式をこの名でよく呼んでいた。というのもファインマンは幼年時代にMorrie Jacobsという少年からこの式を教わり、それを終生忘れなかったからである。
正弦関数にも類似の関係が成り立つ。
{\displaystyle \sin(20^{\circ })\cdot \sin(40^{\circ })\cdot \sin(80^{\circ })={\frac {\sqrt {3}}{8}}}
さらに、2番目の等式を1番目の等式で割れば、次が成り立つのは明らかである。
{\displaystyle \tan(20^{\circ })\cdot \tan(40^{\circ })\cdot \tan(80^{\circ })={\sqrt {3}}=\tan(60^{\circ })}

## 証明
正弦関数の倍角の公式より、
{\displaystyle \sin(2\alpha )=2\sin(\alpha )\cos(\alpha )}
{\displaystyle \cos(\alpha )} について解くと
{\displaystyle \cos(\alpha )={\frac {\sin(2\alpha )}{2\sin(\alpha )}}}
これより
{\displaystyle {\begin{aligned}\cos(2\alpha )&={\frac {\sin(4\alpha )}{2\sin(2\alpha )}}\\[6pt]\cos(4\alpha )&={\frac {\sin(8\alpha )}{2\sin(4\alpha )}}\\&{}\,\,\,\vdots \\\cos(2^{n-1}\alpha )&={\frac {\sin(2^{n}\alpha )}{2\sin(2^{n-1}\alpha )}}\end{aligned}}}
これらの等式を全て掛け合わせると、
{\displaystyle \cos(\alpha )\cos(2\alpha )\cos(4\alpha )\cdots \cos(2^{n-1}\alpha )={\frac {\sin(2\alpha )}{2\sin(\alpha )}}\cdot {\frac {\sin(4\alpha )}{2\sin(2\alpha )}}\cdot {\frac {\sin(8\alpha )}{2\sin(4\alpha )}}\cdots {\frac {\sin(2^{n}\alpha )}{2\sin(2^{n-1}\alpha )}}}
が得られる。中間の因子の分子・分母はキャンセルし、最初の因子の分母と、2のべき乗と、最後の因子の分子だけが残る。これより、
{\displaystyle \prod _{k=0}^{n-1}\cos(2^{k}\alpha )={\frac {\sin(2^{n}\alpha )}{2^{n}\sin(\alpha )}}}
これが一般化されたモリーの法則である。